# Battaglia dei Campi Magni
La battaglia dei Campi Magni (o "della Bagrada") venne combattuta nel 203 a.C. fra cartaginesi, comandati da Asdrubale Giscone e Siface, che comandava le forze numide, e l'esercito romano di Scipione l'Africano. L'esito della battaglia fu una schiacciante vittoria romana ottenuta grazie ad una manovra a tenaglia attuata dalla fanteria di Scipione.

## Contesto storico e strategico
Dopo la recente sconfitta avvenuta ad Utica, giunsero a Cartagine 4 000 mercenari celtiberi. Ne erano attesi 10 000, ma, in ogni caso, i cartaginesi ricavarono da questo aiuto un motivo di speranza. Scipione intanto stava proseguendo nell'assedio di Utica, attaccando la città anche per mare, senza però conseguire successi. Trascorse così un mese dopo la battaglia accampato davanti ad Utica, durante il quale distribuì ai soldati il bottino.

## Preludio e forze in campo
Quando giunse a Scipione la notizia della presenza dei nemici presso i Campi Magni, una zona nell'entroterra africano che non aveva esplorato e che distava dal mare circa 150 km, mosse verso di loro. Lasciò a proseguire l'assedio un terzo o un quarto delle proprie forze di fanteria, prendendo invece con sé tutta la cavalleria e parte della fanteria armata alla leggera, in totale circa 15 000 uomini. Aveva con sé quindi gli effettivi di due legioni ed una alae sociorum. In soli 5 giorni giunse presso l'accampamento nemico, a circa 6 km di distanza, per studiarne le mosse.
I cartaginesi erano giunti ai Campi Magni con 20/30 000 guerrieri. Oltre ai celtiberi, che costituivano il nerbo della fanteria, vi era la cavalleria cartaginese e quella numida ed una fanteria non molto numerosa di numidi e forse anche di cartaginesi. Non era un esercito selezionato, ma per costituirlo erano state messe in campo tutte le forze disponibili, anche se non fornite di un addestramento paragonabile a quello romano. Tuttavia i cartaginesi potevano contare su alcuni vantaggi rispetto ai romani: questi ultimi erano equipaggiati alla leggera, non avevano un bagaglio sufficiente per una lunga campagna militare, inoltre conoscevano poco i luoghi nei quali si trovavano ed erano lontani dal mare. Se sconfitti avrebbero rischiato una disfatta completa.
Dopo quattro giorni di scaramucce, si giunse alla battaglia decisiva.

## Spiegamento tattico
I Cartaginesi ed i loro alleati si erano schierati con l'ala destra composta dalla cavalleria cartaginese (pesante) comandata da Asdrubale e quella sinistra dalla cavalleria numida (leggera), guidata da Siface. Il centro era composto dai celtiberi, affiancati a destra dai fanti cartaginesi (anche se non si è sicuri della loro presenza) ed a sinistra da quelli numidi.
I Romani si posizionarono in modo da affrontare con la cavalleria romana (pesante) comandata da Gaio Lelio quella numida e con quella numida (leggera) di Massinissa quella di Asdrubale. La fanteria legionaria avrebbe affrontato i fanti celtiberi, mentre le alae sociorum, affiancate ai legionari romani, avrebbero affrontato i fanti numidi e quelli cartaginesi. 

## Battaglia
Non appena la battaglia ebbe inizio e le cavallerie si affrontarono, al primo assalto entrambe le ali dell'esercito cartaginese cedettero e fuggirono, provocando lo sbandamento della fanteria a loro più vicina, non composta dai celtiberi. La cavalleria dell'esercito romano si allontanò quindi dal campo all'inseguimento di quella nemica, che era guidata dai comandanti dell'esercito cartaginese, che lasciarono così la battaglia riuscendo infine a tornare incolumi nelle loro terre.

Manovra a tenaglia attorno ai Celtiberi.

Rimanevano in campo solo le fanterie di entrambi gli eserciti. La fanteria dell'esercito cartaginese che affiancava quella principale celtiberica non oppose grande resistenza agli ausiliari romani mandati ad affrontarla: anche in questo caso vi fu una fuga e relativo inseguimento. Fra i nemici di Roma restavano in campo solo i celtiberi, che non fuggivano anche perché non conoscevano il territorio e non avrebbero avuto grandi possibilità di salvezza nella fuga.
Scipione non lasciò in attesa inoperosa i principes ed i triarii dietro alla linea degli hastati: attuò invece una complessa manovra tattica grazie alla quale fu in grado di attaccare i nemici sui fianchi ed alle spalle senza poter fare uso né della cavalleria né degli ausiliari, poiché entrambi non tornavano dall'inseguimento.
Per prima cosa Scipione affiancò le centurie di ciascun manipolo in modo da rendere l'esercito una massa compatta, senza varchi su nessuna delle tre linee, facendo quindi in modo che gli hastati non potessero più ritirarsi dietro i principes. Successivamente, mentre erano coperte dagli hastati che continuavano ad affrontare i nemici, ordinò che tutte le centurie di principes di triarii voltassero le une a destra e le altre a sinistra e che le colonne così formatesi avanzassero nelle direzioni opposte. Le due colonne furono quindi fatte scorrere lungo i fianchi delle prime linee dei due eserciti, completando quindi rapidamente l'accerchiamento della fanteria nemica. Ne seguì un grande massacro.